# Sucre de canne complet

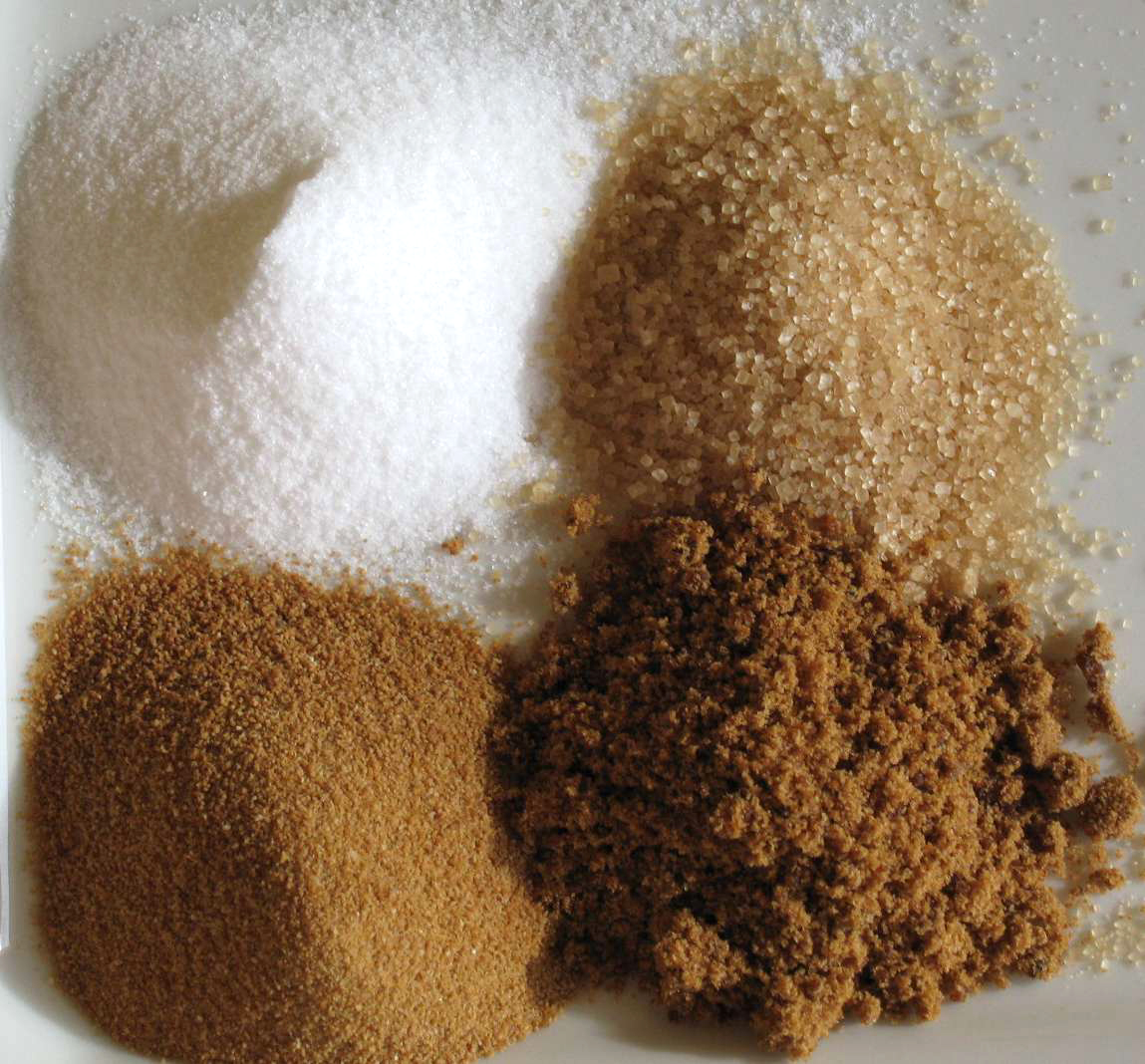
De gauche à droite et de haut en bas : sucre blanc, sucre roux de canne, sucre de canne complet ou rapadura, vergeoise (sucre de betterave).

Le sucre de canne complet est un sucre de canne non raffiné et totalement pourvu de sa mélasse, il est le résultat direct du pressage de la canne, obtenu après évaporation de l’eau. 
Ce sucre est connu sous de nombreux noms, par sa longue histoire : gur ou jaggery en Asie du Sud, chancaca, panela, piloncillo ou rapadura au Mexique et en Amérique du Sud, ou encore galabé à la Réunion.
Le terme rapadura, d’origine brésilienne, est le plus connu en Europe car il a été déposé en tant que marque par la société allemande Rapunzel. 